# 케이트 드러먼드
케이트 드러먼드(영어: Kate Drummond, 1975년 10월 21일 ~ )는 캐나다의 배우이다.

## 영화
- 아담스 테스터먼트 (2017년)
- 룸 (2015년) - 이웃 역
- 메탈 토네이도 (2011년) - 웬디 역
- 더 퍼펙트 티처 (2010년)
- 라이크 마더, 라이크 도터 (2007년) - 걸 온 캄푸스 역